# 谷田部バイパス
谷田部バイパス（やたべバイパス）は、茨城県つくば市内にある国道354号バイパスである。2014年現在、つくば市真瀬 - 同市谷田部の区間が部分供用中である。

## 概要
つくば市真瀬の茨城県道45号つくば真岡線・真瀬入口交差点から同市赤塚の学園西大通り・稲荷前交差点まで、現道の北側で平行する国道354号のバイパス道路。1999年に都市計画決定された、真瀬入口交差点から学園東大通りの大角豆交差点までを結ぶ都市計画道路真瀬大角豆線の西側部分にあたる。真瀬入口交差点から新都市中央通り線までの約2.1km区間は供用済で、ここから東側は未開通となっている。
本バイパスの開通と前後して、並行する旧道は常総市の新井木交差点からつくばみらい市の箕輪交差点を経由してつくば市の上萱丸交差点までの区間で県道や市道へ降格されている（起点側から、茨城県道130号常総取手線・つくばみらい市1級市道101号・茨城県道133号赤浜谷田部線）。

### 路線データ
- 起点：茨城県つくば市真瀬字向原1184番2地先[1]（真瀬入口交差点）
- 終点：茨城県つくば市赤塚字二本松641番1地先（稲荷前交差点）（茨城県つくば市谷田部まで部分開通済）[1]
- 延長：2.1 km[2]（計画延長は約7.6km）
- 規格：第3種1級[2]
- 道路幅員：30.0m[2]
- 車線数：4車線（片側2車線）[2]
- 車線幅員：-m
- 設計速度：60km/h[2]
- 都市計画道路名：研究学園都市計画道路 真瀬大角豆線[3]

## 沿革
- 1999年（平成11年）6月10日：都市計画決定[2]
- 2001年（平成13年）年度：一部工事開始[2]
- 2002年（平成14年）年度：用地取得開始[2]
- 2003年（平成15年）2月20日：つくば市真瀬 - 同市赤塚の一部区間（L=1.747m）をバイパスに改築する道路区域に決定する[1]。
- 2013年（平成25年）2月26日：つくば市谷田部（新都市中央通り）までの約1.8kmが開通[3][4]。
- 2013年（平成25年）10月24日：つくば市谷田部地内の新都市中央通りの一部（691m）を国道道路区域に指定[5]。
- 2022年（令和4年）2月21日：つくば市真瀬 - つくば市上横場のバイパスの一部新設を行う区域を指定[6]。

## 主な接続道路
- 茨城県道45号つくば真岡線バイパス
- 茨城県道220号島名福岡線
- 茨城県道19号取手つくば線（新都市中央通り）

## 接続バイパス
岩井水海道バイパス - （谷和原・学園通り） - 谷田部バイパス - 谷田部東拡幅